# Lambert Maubach
Lambert Maubach (* 26. August 1781 in Kreuznach; † 21. April 1838) war von 1816 bis 1820 Bürgermeister der Stadt Mülheim an der Ruhr.

## Leben
Er war der erste Ortsfremde als Bürgermeister, hatte aber zuvor als Polizeivogt in preußischen Diensten die Mülheimer Polizeiverwaltung geleitet, so dass er die Gegebenheiten vor Ort kannte.
Sein besonderes Engagement galt dem Ausbau des Wegenetzes sowie dem Armenwesen, das er aus der Abhängigkeit von privaten Spenden löste und zur städtischen Pflichtaufgabe erklärte. Eine kostenlose ärztliche Behandlung von mittellosen Bürgern durch die Stadt wurde durch ihn eingeführt. Trotz seiner Verdienste erfreute er sich in der Mülheimer Bevölkerung keiner großen Beliebtheit. Nach einer Suspendierung vom Amt, ausgelöst durch eine Beschwerde der Mülheimer Bürgerschaft beim Oberlandesgericht Hamm, wurde Maubach von der zuständigen Aufsichtsbehörde – dem preußischen Regierungspräsidenten in Düsseldorf – nach Ablauf der fünfjährigen Amtszeit nicht wieder eingesetzt. Nach seinem Ausscheiden aus dem Amt war Lambert Maubach noch weiterhin in Mülheim an der Ruhr als Justizrat und Notar tätig.